# تومور سلول جنب‌گلومرولی
تومور سلول جنب‌گلومرولی (انگلیسی: Juxtaglomerular cell tumor) که نام دیگر آن «رِنینوما» ست و به اختصار «JGCT» یا «JCT» هم گفته می‌شود، نوعِ بسیار نادری از سرطان کلیه است که تاکنون، تنها ۱۰۰ مورد آن گزارش شده است.
این تومور معمولاً ترشح‌کنندهٔ آنزیم رنین است و موجب بروزِ فشار خون بالا و غیرقابل کنترل در کودکان و بالغین می‌شود.
این سرطان در دوران نوجوانی و جوانی شایع‌تر است و اغلب آنرا توموری خوشخیم می‌پندارند، اما اینکه چقدر احتمال دارد تا به بدخیمی مبدل شود، هنوز مشخص نشده است.
این تومور نخستین بار در سال ۱۹۶۷ میلادی گزارش شد و از آن پس ۱۰۰ مورد از آن گزارش شده است. بررسی‌های ژنتیکی در برخی بیمارن نشان داده است در این سرطان قسمت‌هایی از کروموزوم ۹ و ۱۱ از بین رفته است.
در این بیماری علاوه بر فشار خون بالا (پایدار و گاهی حمله‌ای)، هیپرآلدوسترونیسم ثانویه و هیپوکالمی هم محتمل است، اما بیمارانی هم گزارش شده‌اند که هیچگونه علامتی نداشته‌اند.
هنگام تشخیص، این بیماری را اغلب با «کارسینوم کلیوی» اشتباه می‌کنند و انجامِ «سی‌تی اسکن دینامیک» می‌تواند در تشخیص ایندو از هم، کمک‌کننده باشد.
در اغلب موارد، این تومور پوشش‌دار است (در درون یک کپسول قرار دارد) و با جراحی قابل درمان است. فقط یک مورد از گسترش (متاستاز) این تومور گزارش شده است.